# Jarząbki (województwo zachodniopomorskie)
Jarząbki – wieś w Polsce położona w województwie zachodniopomorskim, w powiecie myśliborskim, w gminie Barlinek.
| SIMC    | Nazwa  | Rodzaj |
| ------- | ------ | ------ |
| 0177655 | Żelice | osada  |

W latach 1975–1998 miejscowość administracyjnie należała do województwa gorzowskiego.